# Cemeteries of London
"Cemeteries of London" é uma canção da banda inglesa de rock alternativo Coldplay. Foi escrita por todos os membros da banda para o seu quarto álbum de estúdio, Viva la Vida or Death and All His Friends.

## Escrita e composição
A canção foi inspirada em histórias de fantasmas, o hábito da idade média de queimar bruxas e graphic novels. A ideia era trazer a sensação da antiga Londres transformando-a na canção mais visual do álbum, juntamente com "Violet Hill".[carece de fontes?] "Cemeteries of London" foi influenciado por outros estilos como o folk e canções espanholas, em uma entrevista para a NG-Magazine, Will Champion disse: "Para mim é uma canção folk... em sua estrutura."
A Entertainment Magazine publicou um artigo sobre o Coldplay e o seu novo álbum, com uma descrição das músicas, na entrevista, o baixista Guy Berryman disse: "Quando imagino a música na minha cabeça, eu vejo Londres, em 1850, um inferno de muita chuva e os homens de cartola."[carece de fontes?]

## Desempenho nas paradas musicais
| Parada (2008)                             | Melhor posição |
| ----------------------------------------- | -------------- |
| Bélgica (Ultratop Valónia)                | 37             |
| Reino Unido (The Official Charts Company) | 134            |